# 类比摇杆

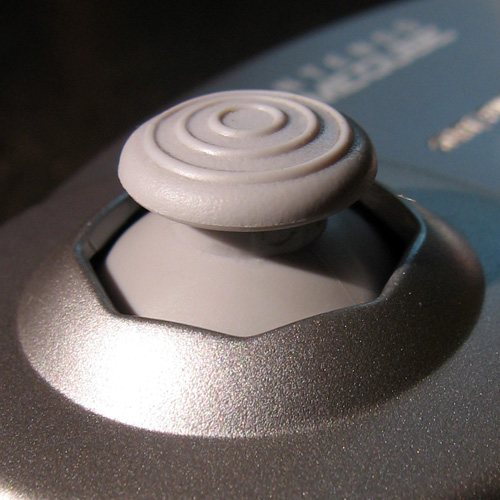
GameCube的模拟控制摇杆

类比摇杆（Analog stick），又称模拟摇杆，是游戏手柄上用于控制方向的零件，通常用于控制游戏中的人物角色移动方向，其作用等同于控制杆。它突出于游戏手柄之上，通过与固定中心点的偏离位置确定输入方向。